# Neunkirchen am Potzberg
Pour les articles homonymes, voir Neunkirchen.
Neunkirchen am Potzberg est une municipalité de la Verbandsgemeinde d'Altenglan, dans l'arrondissement de Kusel, en Rhénanie-Palatinat, dans l'ouest de l'Allemagne.